# Monte Batalha
Monte Batalha és un muntanya a la part oriental de l'illa de Maio a Cap Verd. La seva elevació és de 294 m. Està situada 4 km al sud-est de Calheta i 8 km al nord-est de Vila do Maio.